# Cany-Barville
Cany-Barville és un municipi francès situat al departament del Sena Marítim i a la regió de Normandia. L'any 2007 tenia 3.097 habitants.

## Demografia

### Població
El 2007 la població de fet de Cany-Barville era de 3.097 persones. Hi havia 1.331 famílies de les quals 436 eren unipersonals (177 homes vivint sols i 259 dones vivint soles), 382 parelles sense fills, 410 parelles amb fills i 103 famílies monoparentals amb fills.
La població ha evolucionat segons el següent gràfic:
Habitants censats

### Habitatges
El 2007 hi havia 1.466 habitatges, 1.351 eren l'habitatge principal de la família, 24 eren segones residències i 91 estaven desocupats. 987 eren cases i 472 eren apartaments. Dels 1.351 habitatges principals, 434 estaven ocupats pels seus propietaris, 882 estaven llogats i ocupats pels llogaters i 35 estaven cedits a títol gratuït; 61 tenien una cambra, 66 en tenien dues, 303 en tenien tres, 418 en tenien quatre i 503 en tenien cinc o més. 940 habitatges disposaven pel capbaix d'una plaça de pàrquing. A 698 habitatges hi havia un automòbil i a 402 n'hi havia dos o més.

### Piràmide de població
La piràmide de població per edats i sexe el 2009 era:
| Homes | Edats   | Dones |
| ----- | ------- | ----- |
| 0     | 95 o +  | 8     |
| 0     | 90 a 94 | 4     |
| 16    | 85 a 89 | 28    |
| 20    | 80 a 84 | 56    |
| 40    | 75 a 79 | 40    |
| 52    | 70 a 74 | 64    |
| 56    | 65 a 69 | 100   |
| 68    | 60 a 64 | 76    |
| 48    | 55 a 59 | 48    |
| 128   | 50 a 54 | 88    |
| 100   | 45 a 49 | 108   |
| 148   | 40 a 44 | 112   |
| 120   | 35 a 39 | 152   |
| 112   | 30 a 34 | 132   |
| 136   | 25 a 29 | 124   |
| 100   | 20 a 24 | 104   |
| 113   | 15 a 19 | 112   |
| 128   | 10 a 14 | 124   |
| 148   | 5 a 9   | 144   |
| 92    | 0 a 4   | 108   |

## Economia
El 2007 la població en edat de treballar era de 2.005 persones, 1.443 eren actives i 562 eren inactives. De les 1.443 persones actives 1.265 estaven ocupades (709 homes i 556 dones) i 178 estaven aturades (88 homes i 90 dones). De les 562 persones inactives 174 estaven jubilades, 167 estaven estudiant i 221 estaven classificades com a «altres inactius».

### Ingressos
El 2009 a Cany-Barville hi havia 1.336 unitats fiscals que integraven 3.118,5 persones, la mediana anual d'ingressos fiscals per persona era de 16.306 €.

### Activitats econòmiques
Dels 191 establiments que hi havia el 2007, 8 eren d'empreses extractives, 11 d'empreses alimentàries, 3 d'empreses de fabricació d'altres productes industrials, 12 d'empreses de construcció, 45 d'empreses de comerç i reparació d'automòbils, 8 d'empreses de transport, 13 d'empreses d'hostatgeria i restauració, 1 d'una empresa d'informació i comunicació, 14 d'empreses financeres, 10 d'empreses immobiliàries, 20 d'empreses de serveis, 32 d'entitats de l'administració pública i 14 d'empreses classificades com a «altres activitats de serveis».
Dels 46 establiments de servei als particulars que hi havia el 2009, 1 era una oficina d'administració d'Hisenda pública, 1 gendarmeria, 1 oficina de correu, 6 oficines bancàries, 1 funerària, 1 taller de reparació d'automòbils i de material agrícola, 2 autoescoles, 2 paletes, 1 guixaire pintor, 4 fusteries, 1 lampisteria, 1 electricista, 2 empreses de construcció, 5 perruqueries, 1 veterinari, 7 restaurants, 5 agències immobiliàries, 2 tintoreries i 2 salons de bellesa.
Dels 28 establiments comercials que hi havia el 2009, 2 eren supermercats, 2 botiges de menys de 120 m², 3 fleques, 5 carnisseries, 2 peixateries, 1 una peixateria, 5 botigues de roba, 1 una botiga d'equipament de la llar, 2 botigues d'electrodomèstics, 1 una botiga d'electrodomèstics, 1 una botiga de material de revestiment de parets i terra, 1 una perfumeria i 2 floristeries.
L'any 2000 a Cany-Barville hi havia 18 explotacions agrícoles que ocupaven un total de 1.170 hectàrees.

## Equipaments sanitaris i escolars
El 2009 hi havia 2 farmàcies i 2 ambulàncies.
El 2009 hi havia 1 escola maternal i 2 escoles elementals. Cany-Barville disposava d'un col·legi d'educació secundària amb 443 alumnes.

## Poblacions més properes
El següent diagrama mostra les poblacions més properes.